# Punk (cultuur)

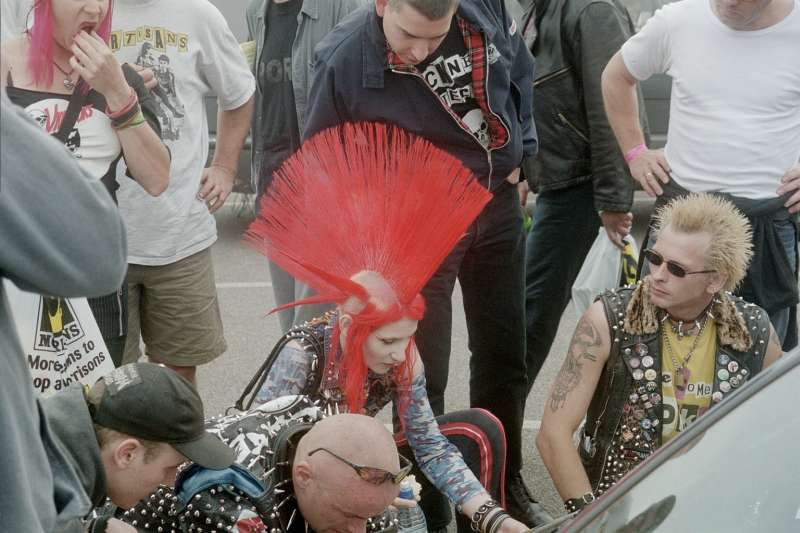
Typische Britse punkstijl. De vrouw op de foto heeft een ongebruikelijk hoge mohawk.

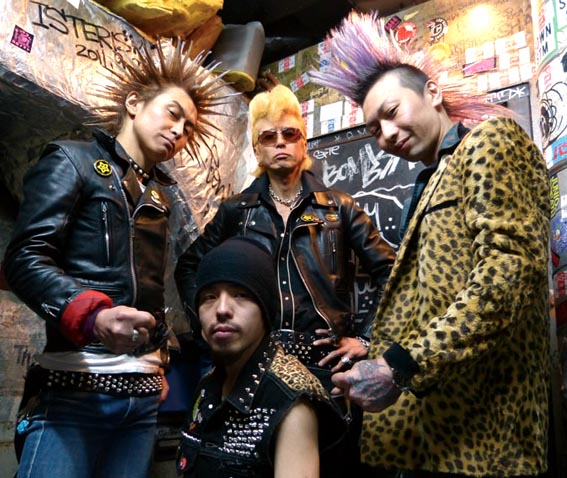
Japanse punkers. De kledingstijl is gebaseerd op de stijl van Britse en Amerikaanse (westkust) punks.

Punk (Engels voor spinthout maar ook tuig, schorem) verwijst sinds het midden van de jaren 1970 naar een stroming binnen de jongerencultuur die wantrouwen tegen de grote ideologieën en eerdere populaire stromingen en de autonomie van het individu centraal stelt.
Oorspronkelijk was het zowel een muzikaal als een sociaal verschijnsel, dat zich in de periode 1976/1977 manifesteerde als een reactie op de uit-ontwikkelde, van haar bronnen en milieu vervreemde, gekunstelde popmuziek die werd verguisd om zowel de commerciële concessies als de artistieke pretenties, en haar wezen als breed geaccepteerd onderdeel van industrie en samenleving. Gekoppeld aan de bij een nieuwe generatie jongeren behorende sociale onvrede, met name in het door traditioneel klassenbewustzijn en economische teruggang geteisterde Engeland, uitte deze reactie zich in muziek die, net als in 1955 en 1963 uitging van haar meest simpele vorm: rock-'n-roll. 
De weerzin tegen de gevestigde orde, en daarmee tegen bestaande uitgeverijen, galeries en platenmaatschappijen, had een doe-het-zelfmentaliteit tot gevolg. Een groot aantal punkers voelde zich aangetrokken tot het anarchisme vanwege het streven naar een samenleving zonder macht en autoriteit.

## Voorgeschiedenis
Punkers (in het Engels ook wel: 'punks') waren niet de eersten die hun walging vertaalden in provocatief absurdisme. Het verschijnsel draagt kenmerken van dadaïsme, situationisme en provo, maar vindt dankzij de massamedia een veel groter publiek.